# Union républicaine et démocratique
Die Union républicaine et démocratique (Republikanische und demokratische Union, URD) war eine liberal-konservative parlamentarische Fraktion in der Abgeordnetenkammer der Dritten Französischen Republik. Sie wurde von Abgeordneten der Fédération républicaine getragen und bestand von 1924 bis 1932.

## Geschichte
Am 13. Dezember 1918 wurde die Fraktion der Entente républicaine et démocratique (ERD) durch den Zusammenschluss der Fraktionen der Fédération républicaine (gegründet 1902) und der Gauche démocratique geschaffen. Nach den Wahlen von 1919 gehörten ihr Abgeordnete verschiedener Parteien an, darunter welche der Fédération républicaine, der Action libérale populaire, der Christdemokraten (Union populaire républicaine, Fédérations des républicains démocrates, Ligue de la jeune République), der unabhängigen Nationalisten und einiger Abgeordneter der Alliance républicaine démocratique.
Die Union républicaine et démocratique, die 1924 die Nachfolge der Entente républicaine et démocratique antrat, wurde durch den Austritt mehrerer Abgeordneter ihres linken Flügels, die die Fraktion Action démocratique et sociale bildeten, und eine weitere Abspaltung in die Fraktion Républicain et social geschwächt. Die URD wurde 1932 zur Fraktion Fédération républicaine. Sie stand der Liga der Jeunesses patriotes nahe.
Der EDR gehörten nach den Wahlen von 1919 183 von 610 Abgeordneten an, der URD 1924 104 Abgeordnete und 1928 102 Abgeordnete.